# Janirella (Parjanirella) diplospinosa
Janirella (Parjanirella) diplospinosa is een pissebed uit de familie Janirellidae. De wetenschappelijke naam van de soort is voor het eerst geldig gepubliceerd in 1971 door Birstein.